# 1264
Високе Середньовіччя •  Реконкіста •  Хрестові походи •  Монгольська імперія

## Геополітична ситуація
Михайло VIII Палеолог є імператором Візантійської імперії (до 1282). У Священній Римській імперії триває період міжцарства (до 1273). У Франції править Людовик IX (до 1270).
Апеннінський півострів розділений: північ належить Священній Римській імперії, середню частину займає Папська область, південь належить Сицилійському королівству. Деякі міста півночі: Венеція, Піза, Генуя тощо, мають статус міст-республік.
Майже весь Піренейський півострів займають християнські Кастилія, Леон (Астурія, Галісія), Наварра, Арагонське королівство (Арагон, Барселона) та Португалія, під владою маврів залишилися тільки землі на самому півдні. Генріх III є королем Англії (до 1272), а королем Данії — Ерік V (до 1286).
Ярлик від Золотої Орди на княжіння у Києві та Володимирі-на-Клязьмі має Ярослав Ярославич (до 1271). Король Русі Шварно Данилович править у Галичі (до 1269), Роман Михайлович Старий — у Чернігові (до 1288). На чолі королівства Угорщина стоїть Бела IV (до 1270). У Кракові княжить Болеслав V Сором'язливий (до 1279).
Монгольська імперія займає більшу частину Азії. Північний Китай підкорений монголами, на півдні династія Сун усе ще чинить опір. У Єгипті правлять мамлюки. Невеликі території на Близькому Сході утримують хрестоносці. Альмохади все ще зберігають владу в частині Магрибу. Делійський султанат є наймогутнішою державою Північної Індії, а на півдні Індії домінує Чола. В Японії триває період Камакура.
Цивілізація майя переживає посткласичний період. Почала зароджуватися цивілізація ацтеків.

## Події
- Після смерті Данила Галицького Галицько-Волинське князівство розділили його сини Шварно, Лев та Мстислав.
- Французький король Людовик IX розсудив суперечку між англійським королем Генріхом III та його баронами щодо Оксфордських провізій на користь короля. В Англії почалася Друга баронська війна.
- Англійські барони здобули перемогу над королівськими силами в битві під Льюїсом. Король Генріх III потрапив у полон. Фактичним правителем Англії став Симон де Монфор, 6-й граф Лестер.
- Регентом Єрусалимського королівства став король Кіпру Гуго III. Формальним королем був Конрадін, який ніколи не відвідував Палестину.
- Краківський князь Болеслав V Сором'язливий надав особливого статусу єврейській громаді міста Каліш, проводячи політику запрошення на свої землі євреїв, прогнаних із Франції та Німеччини.
- Завершилася війна за спадок Тюрингії, що тривала з 1247 року. Як наслідок від Тюрингії відділилося ландграфство Гессен.
- Після чотирьох років війни за титул великого хана Хубілай здолав свого брата Ариг-бугу. Хубілай почав будувати нову столицю на місці сучасного Пекіна.
- Тома Аквінський написав Summa contra Gentilles.

## Померли
- 30 грудня помер галицько-волинський князь Данило Галицький.